# Sociedade Real de Ciências de Uppsala

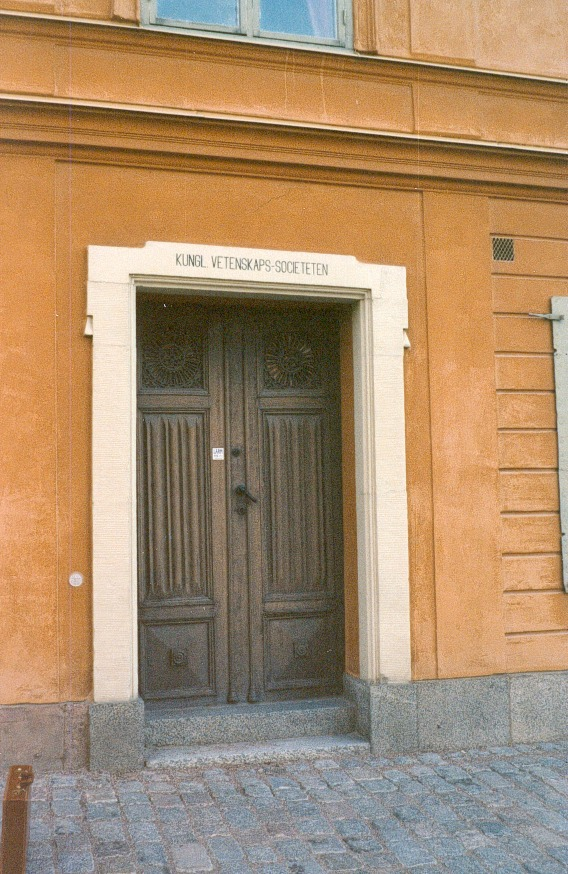
Entrada do edifício da academia

A Sociedade Real de Ciências de Uppsala (em sueco:  Kungliga Vetenskaps-Societeten i Uppsala, em latim: Societas regia scientarum upsaliensis) é a mais antiga sociedade científica da Suécia.
Foi fundada em Uppsala após solicitação do bibliotecário Erik Benzelius com a denominação Collegium curiosorum. Em 1719 sua denominação foi alterada para Societas Literaria Sueciae, em 1728 com registro real para Societas regia literaria et scientarium. Até a metade do século XVIII foi conhecida como Societas regia scientarum upsaliensis.
Dentre seus primeiros membros constam Emanuel Swedenborg e Anders Celsius.